# Fiat A.80
El Fiat A.80 era un motor radial aeronáutico de 18 cilindros en doble hilera, enfriado por aire y producido durante la Segunda Guerra Mundial. Con una potencia de 1.000 cv (745 kW), era un desarrollo más potente del Fiat A.74.

## Variantes
Fiat A.80 R.C.20Con caja reductora y turbocargador, para una altitud de 2.000 m.
Fiat A.80 R.C.41Con caja reductora y turbocargador, para una altitud de 4.100 m.

## Aeronaves propulsadas por el Fiat A.80
- Breda Ba.65
- CANT Z.509
- Fiat BR.20
- Savoia-Marchetti S.M.79

## Especificaciones (A.80 R.C.41)

### Características
- Tipo: motor radial de 18 cilindros en doble hilera, turbocargado y enfriado por aire
- Diámetro del cilindro: 140 mm
- Carrera: 165 mm
- Desplazamiento: 45.720 cc
- Longitud: 1.155 mm
- Diámetro: 653 mm
- Altura: 1.335 mm
- Peso en vacío: 725 kg

### Componentes
- Válvulas: Dos válvulas a la cabeza por cilindro, la válvula de escape estaba refrigerada por sodio
- Turbocargador: de una etapa y una velocidad, para una altitud de 4.100 m
- Alimentación: carburador Fiat
- Tipo de combustible: 87 octanos
- Sistema de enfriamiento: por aire

### Prestaciones
- Potencia de salida: 1045 hp (758 kW) a 2000 rpm, a 4100 m
1100 hp a 2100 rpm, a nivel del mar
- Relación de compresión: 6,7:1